# Gold de Denver
Le Gold de Denver (en anglais : Denver Gold) était une franchise professionnelle de football américain fondée en 1983 et basée à Denver, dans le Colorado.

## Historique
Le Gold de Denver évolua en United States Football League entre 1983 et 1985. Le Gold disputait ses matchs à domicile au Mile High Stadium.
Red Miller (entraîneur) et Craig Morton (quarterback), anciens des Broncos de Denver, évoluèrent au Gold de Denver.

## Saison par saison
| Saison | Vic. | Déf. | Nuls | classement              | en play-offs       |
| ------ | ---- | ---- | ---- | ----------------------- | ------------------ |
| 1983   | 7    | 11   | 0    | USFL 3e Pacific         | --                 |
| 1984   | 9    | 9    | 0    | USFL 3e Ouest - Pacific | --                 |
| 1985   | 11   | 7    | 0    | USFL 7e Ouest           | Quart de finaliste |